# Hugh Blair
Hugh Blair (Edinburgh, 1718. április 7. – Edinburgh, 1800. december 27.) skót pap, hittudós, szónok.

## Élete, művei
Apja John Blair kereskedő volt, akinek a nagyapja, Robert Blair I. Károly angol király káplánja volt. 1730-ban kezdte meg az edinburghi egyetemet, 1739-ben végezte el, és kiadta a disszertációját, a De Fundamentis et Obligatione Legis Naturæ-t. 1741-ben kapta meg az engedélyt, hogy prédikálhasson; és még az év őszén Colossie presbiteriánus lelkésze lett, Lord Leven pártfogásának köszönhetően. 1743-ban visszatért Edinburgh-ba, más egyházak lelkésze lett. Végül 1758. június 15-én, a High Church-ben (az anglikán egyház a római katolikushoz legközelebb álló irányzata) megtalálta az egyházat, amit keresett.
A városi tanács 1780 novemberében az egyetem retorikatanárává nevezte ki, évi 70 font kegydíjjal. Itt tartotta az előadásokat, amik, a prédikációival, az egyik legnépszerűbb egyházi íróvá tették. Az előadásokból, amiket 1783-ban adtak ki, amikor lemondott a professzori állásról, kiderül, hogy Blair mit köszönhet Adam Smith 1748 és 51 közötti szónoklattani előadásainak. Blair úgy érezte, hogy a próza egy-két formája sokkal költőibb, mint a versek, innen, hogy olyan lelkesen védte az ossziáni eposzokat, és bátorította Macphersont, hogy adja ki őket. Blair első prédikációs kötetét (1777), nagy lelkesedéssel fogadták, és III. György 1780-ban kétszáz fontos kegydíjat ajánlott meg neki.
Blair társadalmi téren is sikeres volt: a Poker Clubban ismerkedett meg Adam Smith-szel, Alexander Carlyle-lal, William Robertsonnal és David Hume-mal, akivel jó barátok lettek. Blair az unokahúgát, Catherine Bannatyne-t vette feleségül, egy fiuk és egy lányuk született. Blairt életrajzírói úgy jellemzik, mint hiú, pedáns embert, akinek mindig rendben volt az öltözéke.
Főbb művei: A Critical Dissertation on The Poems by Ossian (1763); Sermons (1777-80); Lectures on Rhetoric and Belles Letters (1783).

## Magyarul
- Blair Hugo' tizennégy prédikátzióji; ford. Teleki Mária gróf Rhédei Ádámné; Református Kollégium Ny., Kolozsvár, 1827
- Hugó Blair rhetorikai és aesthetikai leczkéi, 1-2.; ford. Kis János; Egyetemi Ny., Buda, 1838
- Kritikai értekezés Osszián költeményeiről (részlet); in: A skót felvilágosodás. Morálfilozófiai szöveggyűjtemény; vál., szerk. utószó Horkay Hörcher Ferenc, ford. Babarczy Eszter et al.; Osiris, Bp., 1996 (Osiris könyvtár. Politikai gondolkodók)